# Сент-Бенедікт (Айова)
Сент-Бенедікт (англ. St. Benedict) — переписна місцевість (CDP) в США, в окрузі Кошут штату Айова. Населення — 31 особа (2020).

## Географія
Сент-Бенедікт розташований за координатами 43°2′38″ пн. ш. 94°3′39″ зх. д. / 43.04389° пн. ш. 94.06083° зх. д. (43.044008, -94.060950).  За даними Бюро перепису населення США в 2010 році переписна місцевість мала площу 1,99 км², уся площа — суходіл.

## Демографія
Згідно з переписом 2010 року, у переписній місцевості мешкало 39 осіб у 17 домогосподарствах у складі 10 родин. Густота населення становила 20 осіб/км².  Було 21 помешкання (11/км²).
Расовий склад населення:
| - 100,0 % — білих |

До двох чи більше рас належало 0,0 %. Частка іспаномовних становила 0,0 % від усіх жителів.
За віковим діапазоном населення розподілялося таким чином: 20,5 % — особи молодші 18 років, 71,8 % — особи у віці 18—64 років, 7,7 % — особи у віці 65 років та старші. Медіана віку мешканця становила 46,2 року. На 100 осіб жіночої статі у переписній місцевості припадало 129,4 чоловіків;  на 100 жінок у віці від 18 років та старших — 138,5 чоловіків також старших 18 років.
Середній дохід на одне домашнє господарство  становив 83 788 доларів США (медіана — 90 000), а середній дохід на одну сім'ю — 102 667 доларів (медіана — 111 250). За межею бідності перебувало 8,3 % осіб, у тому числі 0,0 % дітей у віці до 18 років та 0,0 % осіб у віці 65 років та старших.
Цивільне працевлаштоване населення становило 12 особи. Основні галузі зайнятості: будівництво — 33,3 %, оптова торгівля — 16,7 %, виробництво — 16,7 %.